# Frankie Frisch
 Frankie Frisch  (Bronx, Nueva York; 9 de septiembre de 1898 – Wilmington, Delaware, 12 de marzo de 1973) fue un jugador germano-americano de béisbol de comienzos del siglo XX que actuó en las Grandes Ligas. Era apoddo The Fordham Flash o The Old Flash.
Frisch fue un segundo base ambidiestro. Jugó para los New York Giants (1919–1926) y St. Louis Cardinals (1927–1937). Fue mánager de los Cardinals (1933–1938), Pittsburgh Pirates (1940–1946) y Chicago Cubs (1949–1951). Fue miembro del National Baseball Hall of Fame and Museum y the St. Louis Cardinals Hall of Fame Museum. Está empatado con Yogi Berra en dobles con 10 en Serie Mundial y tiene el récord de mayor cantidad de hits con 58 también en Serie Mundial para un jugador que nunca jugó para los New York Yankees, excepto Yogi Berra y Mickey Mantle.

## Inicios
Frisch nació en el Bronx, Nueva York. Asistió al Fordham Preparatory School, graduándose en 1916. Mientras cursaba estudios en la Universidad de Fordham, practicó cuatro deportes: béisbol, fútbol, baloncesto y atletismo, debido a su velocidad, se le puso el apodo de “El Flash de Fordham” (“The Fordham Flash”).

## Carrera como Jugador

### New York Giants
En 1919, Frisch se marchó de Fordham para firmar con los New York Giants de la Liga Nacional, pasando directamente a las Grandes Ligas sin jugar en las menores. Tuvo un éxito inmediato, terminando tercero de la Liga Nacional en bases robas y séptimo en carreras impulsadas en 1920, su primera temporada completa. El mánager John McGraw quedó tan impresionado con Frisch que pronto lo nombró capitán del equipo, dándole asesoramiento en el corrido de bases y el bateo. Frinsch jugó en los Giants como segunda y tercera base en los comienzos de su carrera, pero, para 1923 se instaló definitivamente como segunda base del equipo.
Frinsch bateó sobre .300 en sus últimas seis temporadas con los Giants. Fue además un gran fildeador y muy habilidoso en el corrido de las bases. En 1921, lideró la Liga Nacional con 48 robos, en 1923 en hits y en 1924 en carreras anotadas. Contagiados con el espíritu competitivo de Frinsch los New York Giants ganaron la Serie Mundial en 1921 y 1922, ganando igualmente la Liga Nacional las dos temporadas siguientes.

### St. Louis Cardinals
Luego de la temporada de 1926 Frisch fue traspasado, junto con el lanzador Jimmy Ring, a los St. Louis Cardinals, a cambio de Rogers Hornsby. Esto se produjo luego de la derrota de los Giants de 1926, donde Frinsch perdió las señas lo que le costó a los Giants una carrera. McGraw reprochó fuertemente a Frinsch frente a todo el equipo y este respondió abandonando el conjunto. Su estrecha relación previa con McGraw, quedó muy deteriorada.
Jugando la segunda base para los Cardinals, Frinsch actuó en otras cuatro Series Mundiales, logrando un total de ocho en su carrera. Los Cardinals habían ganado solo un banderín antes de que Frinsch se uniera al equipo. Los Giants,  ganarían solo una vez durante las nueve temporadas que Frinsch actuó como regular en la segunda base de los Cardinals.
Jugó en total once temporadas con los Cardinals. En 1931, fue votado como el MVP de la Liga Nacional luego de batear .311 con 10 jonrones y 114 carreras impulsadas. En esa temporada los Cardinals triunfaron en la Serie Mundial luego de derrotar, a los dos veces campeones, Philadelphia Athletics, en siete partidos.
Frinsch se convirtió en mánager de los Cardinals en 1933 y fue seleccionado para los primeros 3 Juego de Estrellas desde 1933 a 1935. En 1934, dirigió a los Cardinals a otra victoria en siete partidos en la Serie Mundial, esta vez, sobre los Detroit Tigers.
Finalizó su carrera como jugador en 1937. En total, bateó para un promedio de .316 (aún el mayor de la historia para un bateador ambidiestro), con 2,880 hits, 1,532 carreras anotadas, 105 jonrones y 1,244 carreras impulsadas. Además, robó 419 bases durante su carrera de 19 temporadas. Su marca de hits fue la mayor para un bateador ambidiestro hasta ser sobrepasada por Pete Rose en 1977. Fue elegido para el Salón de la Fama en 1947,

## Carrera como entrenador
Luego de su retiro, continuó como entrenador de los Cardinals, pero nunca volvió a ganar la Serie Mundial. También fue mánager de los Pittsburgh Pirates de 1940 a 1946 y de los Chicago Cubs de 1949 a 1951, pero sin el éxito alcanzado con el St. Louis. La carrera de Frinsch como entrenador muestra un balance de 1,138 victorias y 1,078 derrotas, además del título de 1934.

## Comité para ingreso al Salón de la Fama
Algunos años después de su retiro como entrenador, Frisch se convirtió en miembro del Comité de selección de jugadores veteranos para el Salón de la Fama, responsable de elegir jugadores para integrar el Salón que no hayan sido electos por los escritores durante su período de elegibilidad. Frisch, luego fue elegido presidente del Comité. En los años previos a su muerte, un número considerable de excompañeros de equipo, de los Giants y de los Cardinals, fueron seleccionados para ingresar en el Salón. Varios escritores notables, entre ellos Bill James, criticaron la selección de algunos de estos –Jesse Haines, Dave Bancroft, Chick Hafey, Rube Marquard, Ross Youngs y Geoege Kelly –, que además se incluyen entre las decisiones más controvertidas de la historia del Salón. Los críticos alegaban que muchos de estos seleccionados contaban con resultados menos relevantes que otros jugadores no electos y señalaban la influencia de Frinsch como motivo principal para su elección.

## Muerte
Frisch murió en Wilmington, Delaware, por lesiones originadas por un accidente de tránsito cerca de Elkton, Maryland un mes después. Tenía 74 años. Frisch regresaba a Rhode Island después de haber asistido al Comité de Veteranos en Florida, cuando perdió el control de su auto. Frisch murió de la misma manera que otro miembro de los New York Giants Mel Ott en 1958, y de Carl Hubbell en 1988. Esta enterrado en el Cementerio Woodlawn en El Bronx, Nueva York.